# Francisco Reynés
Francisco Reynés Massanet (Mallorca, España, 1963) es el actual presidente ejecutivo de Naturgy. También es vicepresidente primero de Criteria Caixa y patrono de la Fundación Bancaria La Caixa desde abril de 2025.

## Biografía
Francisco Reynés, Ingeniero Industrial de formación, especializado en ingeniería mecánica por la Universidad de Barcelona y MBA por el IESE Business School (Universidad de Navarra), ha formado parte de programas de alta dirección en EE. UU. y Alemania. 
Comenzó su carrera profesional en el sector automotor en el que estuvo diez años trabajando para el Grupo Volkswagen (en España y Alemania) y después para Johnson Controls (en Alemania, Reino Unido, Estados Unidos y España). También estuvo durante siete años, como director general de Uniland, una de compañías cementeras familiares más grandes de España.
En 2010, es nombrado Consejero Delegado de Abertis Infraestructuras, según la decisión tomada por el consejo de administración de la compañía de concesiones de infraestructuras de transportes y telecomunicaciones.
En el año 2015, Francisco Reynés es nombrado Vicepresidente Ejecutivo del Grupo Abertis, cargo que asume junto con el de Consejero Delegado de la compañía. 
En representación de Abertis Infraestructuras, fue miembro de los Consejos de Administración de Sanef en París, Arteris en São Paulo, TBI en Londres e Hispasat en Madrid.
Antes de su carrera en Abertis, Francisco Reynés fue director general de Criteria CaixaCorp, holding de la Caixa. En su condición, fue miembro del Consejo de Administración de Gas Natural Fenosa, Aguas de Barcelona, Segur Caixa Holding, Boursorama, Adeslas y Port Aventura.
En febrero de 2018, el Consejo de Administración de Naturgy (anterior Gas Natural Fenosa) decidió nombrar a Francisco Reynés Massanet nuevo Presidente Ejecutivo de la compañía, en sustitución de Isidro Fainé. Tras asumir el cargo, realizó una revisión del valor de los activos del grupo que llevó a contabilizar una depreciación de 4.900 millones de euros. En 2020 realizó una nueva depreciación contable, esta por 1.343 millones, de los cuales 1.145 correspondían a generación convencional en España y 198 a actividades de gas en Argentina.
En abril de 2023 es nombrado consejero independiente de Veolia.En junio de 2024 es nombrado Presidente del Club de La Energía Española (Enerclub), asociación sin ánimo de lucro que agrupa entre sus asociados a más de 120 empresas e instituciones y más de 170 socios individuales, representando a todas las tecnologías, fuentes energéticas y disciplinas profesionales.
En abril de 2025 fue nombrado patrono de la Fundación “la Caixa” y, ese mismo mes, asumió el cargo de vicepresidente primero de Criteria Caixa, el holding de inversiones que gestiona participaciones en sectores como la banca, la energía, las infraestructuras y la tecnología, con el propósito de generar valor sostenible y respaldar la labor social de la Fundación. 

## Reconocimientos
- En 2016, recibe el Premio Tiepolo 2016, otorgado conjuntamente por la Cámara de Comercio e Industria italiana (CCIS) y la Confederación Española de Organizaciones Empresariales (CEOE).[14]
- En febrero de 2018, el grupo editorial Prensa Ibérica reconoce a Reynés con el Premio Institucional del Motor.[15]
- En marzo de 2018, recibe el Premio Influentials 2017 de El Confidencial y Herbert Smith Freehills al Directivo del Año.[16]
- En diciembre de 2018, recibe la Medalla de Honor al Empresario del Año de Foment del Treball.[17]
- En abril de 2019, recibe el premio Salmón de Expansión al mejor valor del año en Bolsa por Naturgy.[18]
- En octubre de 2020, recibe el premio León a la mejor gestión empresarial al frente de Naturgy.[19]
- En julio de 2021, recibe el premio ‘Best CEO 2020‘ otorgado por Forbes España.[20]
- En diciembre de 2021, recibe el premio ‘CEO del año‘ en los Platts Global Energy Awards.[21]
- En noviembre de 2022, recibe el premio ‘Dirigente del año 2022‘ otorgado por Merca2. [22]
- En junio de 2023, recibe el Premio a la Trayectoria Profesional de la mano de La Razón.[23]